# James Brown Sings Raw Soul
James Brown Sings Raw Soul é o décimo nono álbum de estúdio do músico americano James Brown. O álbum foi lançado em março de 1967 pela King Records.

## Faixas
| N.º | Título                          | Duração |  |
| 1.  | "Bring It Up"                   | 2:45    |  |
| 2.  | "Don't Be a Drop Out"           | 3:40    |  |
| 3.  | "Till Then"                     | 2:39    |  |
| 4.  | "Tell Me That You Love Me"      | 1:40    |  |
| 5.  | "Yours and Mine"                | 3:08    |  |
| 6.  | "Money Won't Change You, Pt. 1" | 2:46    |  |
| 7.  | "Money Won't Change You, Pt. 2" | 2:24    |  |
| 8.  | "Only You"                      | 2:47    |  |
| 9.  | "Let Yourself Go"               | 2:55    |  |
| 10. | "The Nearness of You"           | 3:06    |  |
| 11. | "Nobody Knows"                  | 3:19    |  |
| 12. | "Stone Fox"                     | 2:46    |  |